# 해동중학교
해동중학교(海東中學校)는 대한민국 부산광역시 영도구 동삼동에 있는 사립 중학교이다.

## 학교 연혁
- 1946년 4월 8일 : 불교 경남교무학원 설립으로 개교함
- 1946년 9월 5일 : 해동 초급중학교 설립인가
- 1952년 3월 2일 : 중·고등학교 분리함
- 1961년 4월 28일 : 전교사(본관) 준공(영선동)
- 1986년 1월 20일 : 현 신축교사로 이전
- 1988년 6월 30일 : 해동고등학교와 분교(영축학원 설립으로 인함)
- 2002년 2월 1일 : 남녀공학 인가
- 2003년 9월 16일 : 학교도서관 리모델링-전자도서관 설치
- 2004년 10월 29일 : 다목적 강당 개관식
- 2012년 2월 28일 : 수학․영어 교과교실 6개실 구축
- 2021년 2월 26일 : 인조잔디구장 및 농구장 준공
- 2023년 12월 7일 : 제28대 김계준 이사장 취임
- 2024년 1월 19일 : 제74회 졸업식(98명, 졸업생 총수 27,292명)
- 2024년 3월 1일 : 제27대 김종호 교장 취임
- 2024년 3월 4일 : 2024학년도 신입생 입학(4학급 104명)

## 참고 자료
- 해동중학교 - 한국교육학술정보원 학교알리미